# Szilárd Borbély
Szilárd József Borbély (1 de novembre de 1963 – 19 de febrer de 2014) va ser un escriptor, poeta i acadèmic hongarès. Traductor i narrador, la seva obra ha rebut nombrosos reconeixements. La Poetry Foundation estatunidenca l'identifica com «un dels poetes més importants sorgits a l'Hongria posterior al 1989»; va fer servir diversos gèneres literaris i va escriure predominantment sobre temes com ara el dol, els records i els traumes. Borbély va morir el 2014, poc després de rebre el Premi Mészöly Miklós-díjat per la novel·la Els desposseïts, (Edicions del Periscopi, 2015).